# A Menina Que Voa
A Menina Que Voa é um futuro filme brasilo-americano de drama-biografico que contará a história da ginasta brasileira Daiane dos Santos, primeira ginasta
negra a ganhar a medalha de ouro num campeonato mundial de ginástica artística. O longa é uma coprodução das empresas Maria Farinha Filmes, do Brasil, e Ashé Ventures, dos EUA.

## Sinopse
De “menina terrível” a pioneira do esporte: a trajetória de amadurecimento de Daiane dos Santos, cuja energia sem limites a levou a se tornar a primeira mulher negra a ganhar uma medalha de ouro num mundial de ginástica, deixando um legado eterno no esporte.

## Desenvolvimento
Segundo a revista norte americana Variety, a cinebiografia de Dos Santos está em estado avançado. Em maio de 2025, durante o Festival de Cannes, foi firmada uma parceria de coprodução entre as produtoras Maria Farinha Filmes e Ashé Ventures, a ultima pertencente a EGOT Viola Davis.

## Elenco
| Ator/Atriz | Personagem        |
| ---------- | ----------------- |
| —          | Daiane dos Santos |
| —          | —                 |
| —          | —                 |